# Дикинсон, Даниел
Даниел Стивенс Дикинсон (англ. Daniel Stevens Dickinson; 11 сентября 1800, Гошен, Коннектикут, США — 12 апреля 1866, Нью-Йорк, Нью-Йорк, США) — американский политик и юрист. С 1844 по 1851 год являлся Сенатором США от штата Нью-Йорк. 

## Биография
Родился 11 сентября 1800 года в тауне Гошен штата Коннектикут. В 1806 году переехал со своими родителями в город Гилфорд округа Шенанго штата Нью-Йорк. Посещал общие школы, был учеником портного и позже преподавал в школе в городе Уитленд штата Нью-Йорк. В 1822 году женился на Лидии Кнапп (Lydia Knapp). Также занимался землеустройством и изучал право. В 1828 году был принят в адвокатскую палату. Начал работать юристом в Гилфорде и служил почтмейстером Гилфорда с 1827 по 1832 год. Переехал в Бингемтон штата Нью-Йорк, и в 1834 году был первым президентом деревни (Village President).
С 1837 по 1840 год был членом Сената штата Нью-Йорк (6-й округ), заседая в 60-м, 61-м, 62-м и 63-м законодательных собраниях штата Нью-Йорк. С 1843 по 1844 год был вице-губернатором штата Нью-Йорк. Был выборщиком на президентских выборах в США 1844 года; голосовал за Джеймса Нокса Полка и Джорджа Далласа.
В 1844 году стал членом Сената США от Демократической партии, заполнив вакансию, образовавшуюся в результате отставки Натаниэля Таллмэджа, и впоследствии Дикинсон был избран на полный срок, занимая этот пост с 30 ноября 1844 года по 3 марта 1851 года. С 1849 по 1850 год Дикинсон был председателем Комитета Сената США по финансам, членом Комитета по мануфактурам (29-й и 30-й Конгрессы США) и членом Комитета по частным земельным претензиям (31-й Конгресс США). Будучи сенатором и после, Дикинсон был лидером консервативной фракции Ханкерс в Демократической партии Нью-Йорка и в конечном итоге стал лидером «Хардов» (Hards), которые выступали против примирения с более радикальной фракцией Барнбернерс, которая покинула партию в 1848 году, чтобы присоединиться к Партии свободной земли. Дикинсон возобновил юридическую практику в 1851 году. Он был делегатом Национального съезда Демократической партии 1852 года. В 1853 году президент США Франклин Пирс назначил его Коллектором порта Нью-Йорка, но он отказался вступить в должность. Дикинсон поддержал Джона Кэбелла Брекинриджа на президентских выборах в США 1860 года.
Поддерживал Союз во время Гражданской войны в США. В ноябре 1861 года был избран генеральным прокурором штата Нью-Йорк по списку, выдвинутому съездом независимого народа (Демократы войны) и одобренному Республиканской партией. В 1864 году был назначен уполномоченным Соединённых Штатов по окончательному урегулированию сельскохозяйственных претензий в Гудзоновом заливе и Пьюджете.
Дикинсон рассматривался как возможный кандидат в вице-президенты, когда президент США Авраам Линкольн баллотировался на переизбрание в 1864 году и хотел, чтобы провоенный демократ из списка республиканцев продемонстрировал поддержку его военной политики, но кандидатура досталась Эндрю Джонсону. Дикинсон поддержал переизбрание Линкольна и в 1865 году был назначен Прокурором Южного округа Нью-Йорка. В этой должности служил до самой смерти.
Умер 12 апреля 1866 года в городе Нью-Йорк и похоронен на кладбище Спринг-Форест в Бингемтоне.

## Наследие
В честь Даниела Дикинсона названа деревня Порт-Дикинсон округа Брум штата Нью-Йорк, город Дикинсон округа Брум штата Нью-Йорк, округ Дикинсон штата Айова, и округ Дикинсон штата Канзас. Его правнучка Трейси Дикинсон Майгатт была писательницей и пацифисткой.
В 1924 году бронзовая статуя Дикинсона работы Аллена Джорджа Ньюмана была установлена перед зданием суда округа Брум в городе Бингемтон штата Нью-Йорк.